# MPC5xx

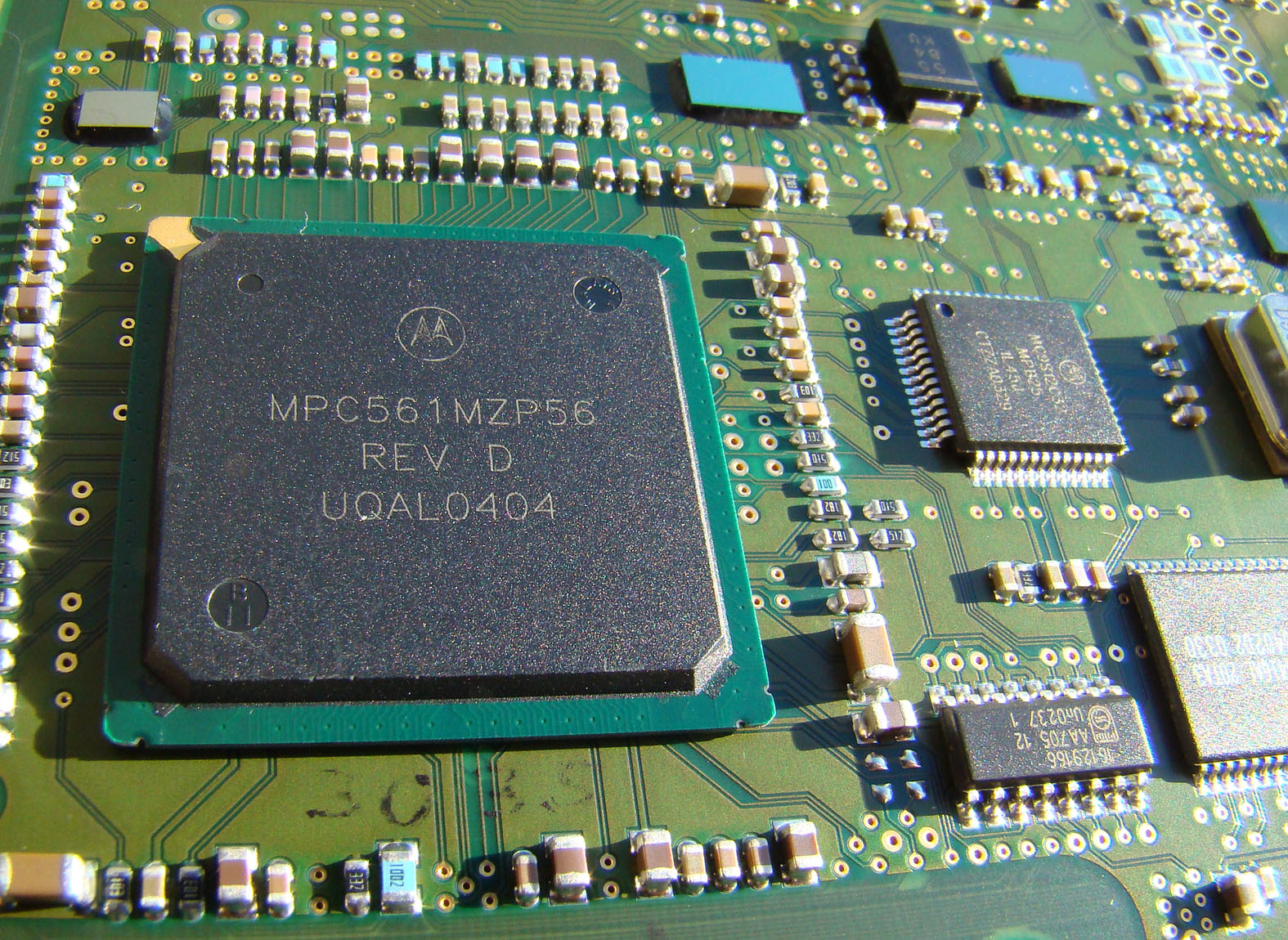
Freescale MPC561 MCU

Az MPC5xx a a Freescale (korábban Motorola, jelenleg NXP) processzorcsaládja, amelyet a beágyazott piac számára fejlesztettek ki. Az 1990-es évek végén jelentek meg, és elterjedtek a 2000-es évek első dekádjában. Tagjai például az MPC555 és MPC565 jelű processzorok is. Ezek 32 bites beágyazott PowerPC típusú mikroprocesszorok, 40 és 66 MHz közötti sebességen működnek, és leginkább autóipari alkalmazásokban használják őket, például motor- és sebességváltó-vezérlőként.
A Delphi Corporation MPC561-et vagy MPC565-öt alkalmazott a General Motors-nak szállított motorvezérlőkben, és szinte az összes 2009-es GM North America modell MPC5xx változatokat használ a motorvezérlőkben. A Bosch (GmbH) szintén mindenütt MPC5xx-eket használt az ME(D)-9 sorozatú benzinmotor-vezérlőkben, az EDC-16 sorozatú dízelmotor-vezérlőkben, csakúgy, mint a Cummins B dízelmotor ECU vezérlőegységekben.
Ezeket a processzorokat általában mikrovezérlőknek tekintik, integrált perifériakészletük és szokatlan architektúrájuk miatt: MMU-val nem rendelkeznek, de nagy lapkára integrált SRAM és nagyon nagy (akár 1 MiB), alacsony késleltetésű, chipre épített flash memóriák vannak beléjük építve, tehát architektúrájuk kifejezetten vezérlőalkalmazásokhoz van igazítva. Az első PowerPC specifikációban előírt blokkcímfordítás és a hardvervezérelt, rögzített lapos címfordítás helyett az 5xx magok egy szoftveres fordítási mechanizmust nyújtanak, amely változó lapméreteket támogat. Ez az alapja a jelenlegi Power utasításkészlet-architektúra specifikációban szereplő beágyazott MMU memóriamodelljének.
Jelölések: MPC5xx – a PowerPC 5xx család összes processzora ezt a közös elnevezési sémát használja.
A PowerPC 5xx család fejlesztését leállították, és a rugalmasabb és nagyobb teljesítményű PowerPC 55xx családot fejlesztik tovább és kínálják helyette.

## Jellemzők
Az egyes modellek perifériái nagyon változatosak, de gyakran tartalmaznak analóg-digitális átalakítókat (ADC, QADC), időzítőegységet (TPU), UART/soros portkezelőt vagy GPIO-t (általános célú be-/kimeneti vezérlőt, QSMCM). Az MPC5xx család a PowerQUICC MPC8xx leszármazottja, ami azt jelenti, hogy Harvard-architektúrájú, egyszeres kibocsátású magot alkalmaz. A 8xx családtól eltérően, az 5xx változatoknak van lebegőpontos egységük. Míg néhány korai csip, mint az MPC509, rendelkezett utasítás-gyorsítótárral, az újabb modellek nagy mennyiségű chipre integrált, a mag felé alacsony késleltetésű NOR flash memóriát tartalmaznak, amely képes az utasításokat a processzorba blokkosan / löket módban továbbítani (burst).
Egyes olcsó chipekből kihagyják a flashmemóriát, mert ez nagyobb lapkaterületet igényel, és az növeli a gyártási költségeket. Számos vezérlőalkalmazás nagyon hosszú vezérlési ciklusokat futtat, amelyek gyakran nem férnek el a processzor gyorsítótárában, így az egyetlen órajelciklusban elérhető gyors SRAM jelentősen javítja a processzor teljesítményét. Ha az adatok nagy része egyetlen ciklus alatt tárolható a processzor adatútvonala számára elérhető lapkára integrált SRAM-ban, a teljesítmény jelentősen javulhat. Ha az adatokat gyakran kell a chipen kívülről elérni, a teljesítmény csökkenhet, mivel a chip nem képes a külső RAM-ból történő adathozzáférések löketszerű továbbítására (burst), és nagyon lassú a sín hozzáférési protokollja.
Az egyszerű memóriainterfész miatt, ami az alapértelmezett memóriahely beállításával és néhány vezérlőregiszter írásával programozható, a chipek népszerűek a hobbi-hardverépítők, de az autóipari és ipari fejlesztők körében is.

## Fordítás
Ez a szócikk részben vagy egészben  a   MPC5xx című angol Wikipédia-szócikk ezen változatának fordításán alapul.  Az eredeti cikk szerkesztőit annak laptörténete sorolja fel. Ez a jelzés csupán a megfogalmazás eredetét és a szerzői jogokat jelzi, nem szolgál a cikkben szereplő információk forrásmegjelöléseként.